# Paul Pachner

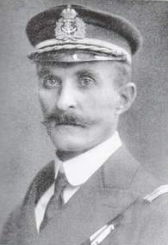
Paul Pachner

Paul Pachner (* 17. Oktober 1870 in Marburg an der Drau; † 13. Oktober 1937 in Graz) war ein österreichischer Marineoffizier und Kommandant des Kleinen Kreuzers Zenta.

## Schlacht vor Castellastua
Am 13. August 1914 übernahm Paul Pachner im Rang eines Fregattenkapitäns das Kommando über SMS Zenta. Bereits am 16. August waren Zenta und der Zerstörer Ulan zur Blockade vor Antivari an der Küste Montenegros eingesetzt. Dort wurden sie von einem französisch-britischen Flottenverband angegriffen, der aus mindestens 14 Schiffen bestand. Die schnellere Ulan konnte zurück nach Cattaro flüchten, doch die Zenta ging im Kampf unter. Die laut Pachners Bericht noch vor dem Verlassen des Schiffes anbefohlene Abfeuerung des Torpedos konnte anscheinend nicht mehr durchgeführt werden. Pachner verließ, wie er meinte, das sinkende Schiff als Letzter. Als er jedoch bemerkte, dass sich noch Mitglieder der Mannschaft auf dem Achterdeck befanden, schwamm er zurück und verließ das Schiff erst wieder, als alle anderen von Bord gesprungen waren. Pachner und die Überlebenden gerieten in montenegrinische Gefangenschaft, bis sie 1916 von österreichisch-ungarischen Truppen befreit wurden.
Pachner wurde für die Führung des Schiffes Zenta mit dem Orden der Eisernen Krone II. Klasse ausgezeichnet.